# کمک‌های اولیه روان‌شناختی
کمک‌های اولیه روان‌شناختی (به انگلیسی: Psychological first aid (PFA))، روشی است که به منظور کاهش وقوع اختلال استرس پس از سانحه (PTSD) طراحی شده‌است. ساخت آن توسط مرکز ملی اختلال استرس پس از سانحه (NC-PTSD)، که قسمتی از وزارت امور سربازان سابق ایالت متحده آمریکا است، در سال ۲۰۰۶ صورت گرفته‌است. توسط فدراسیون بین‌المللی صلیب سرخ و هلال احمر، تیم واکنش اضطراری جامعه (CERT)، انجمن روانشناسی آمریکا (APA)، سازمان جهانی بهداشت(WHO) و سایر سازمان‌ها گسترش داده شده‌است. 
تحقیقات بعد از زلزله‌های اخیر ایران نیز نشان دادند که نیاز است به تأثیر روانی حوادث توجه شود و مداخله روان‌شناسی به افراد داوطلب آموزش داده شود.

## تعریف
براساس NC-PTSD، کمک‌های اولیه روانشناختی یک روش مبتنی بر شواهد برای کمک به افرادی است که فاجعه و تروریسم را تجربه می‌کنند و برای کاهش تنش اولیه و تقویت عملکرد انطباقی کوتاه و طولانی مدت طراحی شده‌است. کمک‌های اولیه روانشناختی پاسخ حمایتی به هر انسانی است که متعاقب یک حادثه رنج می‌برد و نیازمند حمایت است. توسط مراقبین سلامت، مانند داوطلبان استفاده می‌شد. سایر خصوصیات شامل مراقبت عملی غیر مداخله کننده و ارزیابی نیازها می‌باشد. PFA لزوماً شامل بحث در مورد رویداد آسیب زا یا وادر کردن افراد برای بیان احساسات نیست.

### اجزاء
- محافظت از آسیب بیشتر
- امکان صحبت بدون فشار
- گوش دادن فعال
- رحم و شفقت
- پرداختن و تأیید نگرانی‌ها
- بحث در مورد استراتژی‌های مقابله‌ای
- حمایت اجتماعی
- پیشنهاد صحبت کردن
- ارجاع

### مراحل
- برقراری ارتباط خوب
- ایمنی و راحتی
- پایدارسازی
- جمع‌آوری اطلاعات
- کمک عملی
- ارتباط با پشتیبانی اجتماعی
- اطلاعات مقابله ای
- ارتباط با خدمات

## تاریخچه
قبل از PFA، روشی وجود داشت که به عنوان بازگویی حادثه یا گزارشگیری شناخته می‌شد که هدف آن کاهش بروز اختلال استرس پس از حادثه (PTSD) بود. PTSD اختلالی ناتوان کننده است. مبتلایان آن اجتناب، فلاش بک، هوشیاری بیش از حد و کرختی را تجربه می‌کنند. debriefing به عنوان وسیله ای برای جلوگیری از PTSD استفاده می‌شد. ایده پشت آن ارتقاء پردازش عاطفی با تشویق یادآوری این رویداد بود. debriefing از ارتش سرچشمه گرفته‌است، جایی که جلسات برای تقویت روحیه و کاهش پریشانی پس از انجام مأموریت در نظر گرفته شده بود. Debriefing در یک جلسه واحد و با هفت مرحله انجام می‌شد: معرفی، حقایق، افکار و برداشت‌ها، واکنش‌های عاطفی، عادی سازی، برنامه‌ریزی برای آینده و دوری جستن. 
Debriefing در بهترین حالت، بی اثر و در بدترین حالت مضر بود. در Debriefing تصور می‌شد که همه به یک روش به یک حادثه واکنش نشان می‌دهند و اگر از آن مسیر منحرف شود، بیمارگونه است. اما روش‌های بسیاری برای مقابله با یک حادثه به‌ویژه بلافاصله بعد از آن وجود دارد.  
بنظر می‌رسد که شواهد برای کمک‌های اولیه روان‌شناختی کافی نیست اما به‌صورت گسترده‌ای و براساس مشاهدات و نظرات متخصصان طراحی شده و استفاده می‌شود.